# Sauloma tenuis
Sauloma tenuis är en bladmossart som beskrevs av C. Müller 1896. Sauloma tenuis ingår i släktet Sauloma och familjen Hookeriaceae. Inga underarter finns listade i Catalogue of Life.